# Джессіка Самуельссон
Джессіка Самуельссон (швед. Jessica Marie Samuelsson, нар. 30 січня 1992) — шведська футболістка, срібна призерка Олімпійських ігор 2016 року.

## Виступи на Олімпіадах
| Олімпіада           | Дисципліна | Місце |
| ------------------- | ---------- | ----- |
| Ріо-де-Жанейро 2016 | футбол     | 2     |

## Зовнішні посилання
- Джессіка Самуельссон — олімпійська статистика на сайті Sports-Reference.com (англ.) (архівна версія)